# 海老沼聖
海老沼 聖（えびぬま さとる、1984年7月10日 - ）は栃木県出身の日本の柔道家。73 kg級の選手。身長は173 cm。組み手は左組み。得意技は大内刈、肩車。海老沼3兄弟の長兄。末弟はオリンピック2大会連続銅メダリストで世界選手権3連覇を達成した66kg級の海老沼匡。

## 経歴
柔道は5歳の時に野木町スポーツ少年団で始めた。講道学舎に入塾すると、弦巻中学2年の時に近代柔道杯の決勝で国士舘中学を破って優勝を飾った。3年の全国中学校柔道大会には東京予選で国士舘中学に敗れて出場できなかったが、全日本選抜少年柔道大会では決勝で国士舘中学を破って優勝を飾った。
世田谷学園高校2年の時には金鷲旗で優勝するが、インターハイの個人戦73kg級では平安高校の寺居大志に敗れた。全日本ジュニアでは決勝で東海大学の園田悠二を破って優勝を飾った。アジアジュニアでは2位にとどまった。3年の時には金鷲旗で2位だったものの、インターハイでは個人戦決勝で東海大相模高校の大束正彦を内股すかしで破て優勝すると、団体戦も制して2冠を達成した。世界ジュニアでは得意の肩車を連発して3位になった。青島国際では優勝を飾った。
2003年には明治大学へ進学すると、1年の時には学生体重別で3位となった。2年の時には学生体重別決勝で講道学舎時代からの先輩である同じ明治大学の渡辺一貴を破って優勝を飾った。3年の時には学生体重別の決勝で国士舘大学の成田泰崇を破って2連覇を果たした。体重別団体では3位だった。青島国際では2位だった。4年の時には学生体重別の決勝で成田に敗れて3連覇はならなかった。優勝大会では3位だった。
2007年には警視庁に入庁すると、体重別で3位となった。
2008年の講道館杯では3位だった。2009年の全国警察柔道選手権大会では優勝を飾った。
その後、弟の匡が在籍するパーク24柔道部のコーチに転進すると、弟の練習パートナーを務めるなど物心両面でバックアップすることになった。弟も兄について、「かけがいのない存在。僕の良き理解者」と全面的な信頼を寄せている。

## 主な戦績
- 1999年 -　近代柔道杯　優勝
- 1999年 -　全日本選抜少年柔道大会　優勝
- 2001年 -　金鷲旗　優勝
- 2001年 -　インターハイ　2位
- 2001年 -　全日本ジュニア　優勝
- 2001年 -　アジアジュニア　2位
- 2002年 -　高校選手権　3位
- 2002年 -　金鷲旗　2位
- 2002年 -　インターハイ　個人戦　優勝　団体戦　優勝
- 2002年 -　世界ジュニア　3位
- 2002年 -　ドイツジュニア国際　3位
- 2002年　- 青島国際　優勝
- 2003年 -　ポーランドジュニア国際　3位
- 2003年　- 学生体重別　3位
- 2004年　- 学生体重別　優勝
- 2005年　- 学生体重別　優勝
- 2005年　- 体重別団体　3位
- 2005年　- 青島国際　2位
- 2006年　- 優勝大会　3位
- 2006年　- 学生体重別　2位
- 2007年 -　体重別　3位
- 2008年 -　全国警察柔道選手権大会　3位
- 2008年　- 講道館杯　3位
- 2009年 -　全国警察柔道選手権大会　優勝

(出典、JudoInside.com)